# 上音威子府站

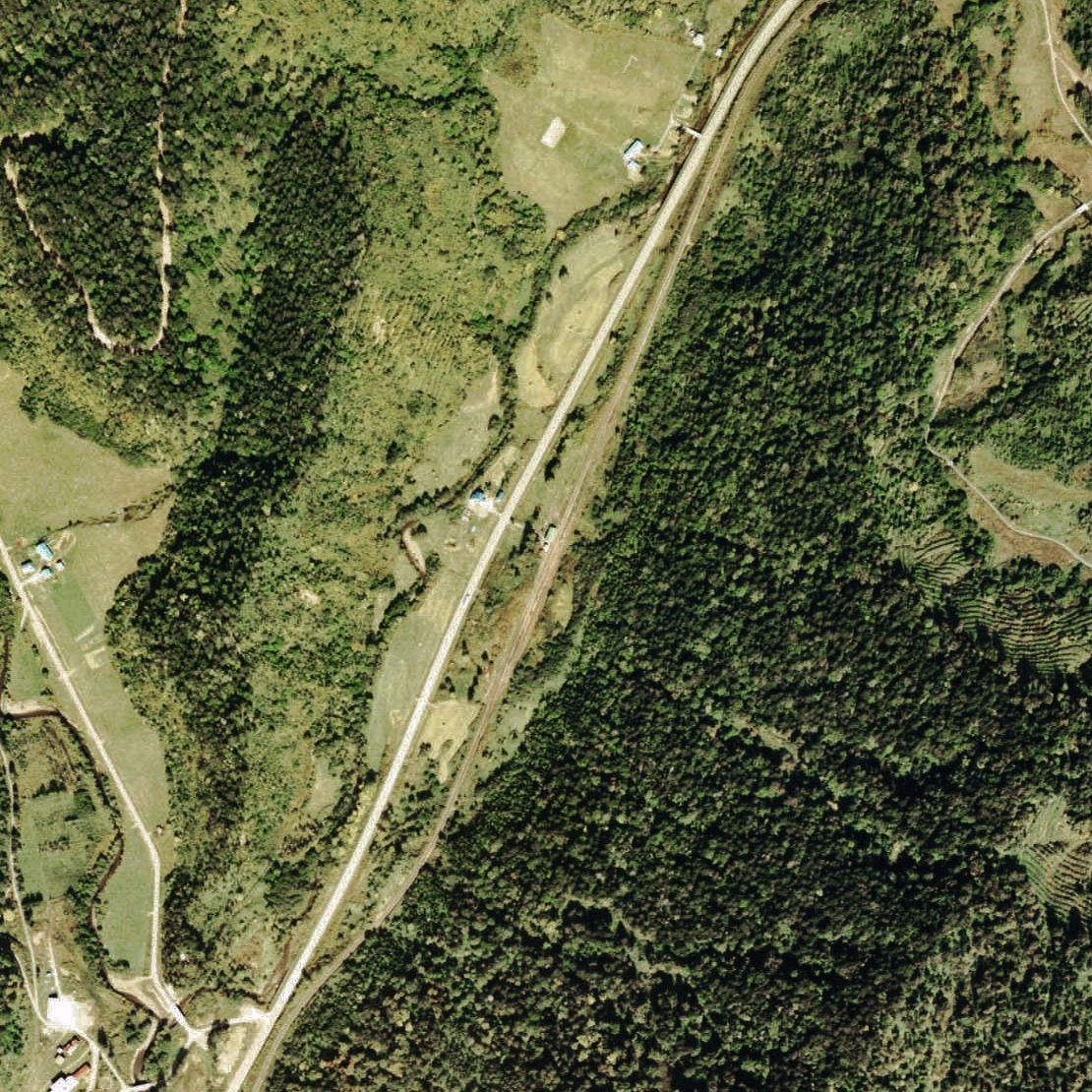
1977年的上音威子府站與方圓約1公里範圍。上方為中頓別方向。當時已經成為無人車站。車站後面的露天料場，曾經堆放了很多木頭，現時已經回到原本的狀態。周邊沒有民居。旁邊設有並行的國道275號。在左下端國道旁邊是圖中2年前已關校的小中學遺址（白色物體）。在左下方可看見紅色屋頂，該處為北大的事務樓。現時一帶已經為無人地帶。

上音威子府站（日语：／ Kami-Otoineppu eki */?）是位於北海道中川郡音威子府村字上音威子府，北海道旅客鐵道（JR北海道）的天北線車站（廢站）。隨著天北線廢線，車站在1989年（平成元年）5月1日廢除。
在1987年（昭和62年）起成為臨時車站。在廢除前，下行（前往稚內）的首班列車會停靠此站，上行（音威子府方向）所有列車通過。

## 歷史
- 1914年（大正3年）11月7日 - 鐵道院宗谷線音威子府站至小頓別站之間開通，此站啟用[1]。當時為一般車站[1]。
- 1919年（大正8年）10月20日 - 路線名稱改為宗谷本線，成為宗谷本線車站。
- 1930年（昭和5年）4月1日 - 音威子府站至稚內站之間的路段改名為北見線，成為北見線車站。
- 1949年（昭和24年）6月1日 - 日本國有鐵道成立，成為日本國有鐵道車站。
- 1961年（昭和36年）4月1日 - 路線改名為天北線，成為天北線車站。
- 1973年（昭和48年）9月17日 - 結束處理貨物和行李[2]。廢除交會設備。同時成為無人車站[3]。
- 1987年（昭和62年）
  - 4月1日 - 伴隨國鐵分割民營化，車站由北海道旅客鐵道（JR北海道）營運[1]。
  - 11月10日 - 成為臨時車站（日语：臨時駅）（在4月1日至11月30日之間營業）[1]。
- 1989年（平成元年）5月1日 - 天北線全線廢除，此站也廢除[1]。

## 車站構造
截至車站廢除前，車站是一座地面車站，設有1面1線的單式月台。月台位於路軌西邊（南稚內方向的列車會開啟左手車門）。站內沒有轉轍器。曾經此站設有千鳥狀的2面2線單式月台，當時可進行列車交會。在交會設備廢除後把路軌撤走。上行方向月台還存在。在太平洋戰爭前，站內設有裝載木材的堆場，木材來自周邊森林（北海道大學演習林）。
此站是無人車站。在有人車站時代還有車站大樓。車站大樓位於站內西邊鄰接月台。大樓外牆由木板牆和柱組成。

## 車站周邊
車站位於上音威子府村落。該處設有上音威子府小中學。不過由於農業沒落，村落已經消失，現時為無人地帶。
- 國道275號（頓別國道） - 距離車站約0.1公里[6]。
- 天北川
- 宗谷巴士（日语：宗谷バス）「上音威子府」巴士站（天北宗谷岬線（日语：天北線 (宗谷バス)），城際巴士）

## 使用狀況
| 天北線 乘車人員變化 | 天北線 乘車人員變化 |
| 年度                | 1日平均人次         |
| ------------------- | ------------------- |
| 1954                | 53                  |
| 1958                | 56                  |
| 1964                | 55                  |
| 1971                | 8                   |

## 現況
截至1997年（平成9年），車站大樓、月台和訊號機器設備還存在。車站大樓在廢棄前成為了農機材放置場。截至2004年（平成16年）9月，車站大樓還存在，後來由於倒塌的危險，因而拆毀。車站大樓還存在的期間，還有椅子存在。
截至2009年（平成21年）秋天，還可確認從國道前往站前廣場之間的數十米長道路（未鋪裝），站前廣場（未鋪裝），使用石堆成的月台，音威子府方向和小頓別方向的路軌遺址。月台和路軌遺址都生滿雜草。處理貨物的地方變回荒野。月台在2010年（平成22年）當時還存在。截至2011年（平成23年）也是同樣。
在2014年，為了紀念啟用100周年。音威子府村民的志願人士成立了「天北線上音威子府機關支區鐵路倶樂部（現時：nociw＊）」，使車站進行修復。在村的「居民提案型城鎮建設補助金制度」中，業者把月台修復，建設了模仿國鐵樣式的站名牌。在2015年8月4日，舉行了站名標除幕儀式。截至2016年（平成28年）7月，草木已經已被砍伐，站名牌還存在。
截至2011年（平成23年），距離車站向南稚內一方1公里處還存有越過嘉平川的橋塔。

## 相鄰車站
北海道旅客鐵道（JR北海道）
天北線
音威子府－（臨）上音威子府－小頓別
曾經此站與小頓別站之間設有天北營臨時乘降場（日语：／）（啟用日不詳（1956年（昭和31年）11月19日曾經存在），在1965年（昭和40年）10月（日期不詳）廢除）。

## 注腳
1. 1 2 3 4 5 6 7  石野哲（編）. . JTB. 1998: 904. ISBN 978-4-533-02980-6 （日语）.
2. ↑  . 官報. 1972-09-14 （日语）.
3. ↑  . 鐵道公報 (日本國有鐵道總裁室文書課). 1973-09-14: 4 （日语）.
4. ↑  書籍《国鉄全線各駅停車1 北海道690駅》（小學館，1983年7月發行）188頁。
5. 1 2  書籍《駅舎再発見》（著：杉崎行恭，JTB出版，2000年12月發行）148頁。
6. ↑  《国鉄全線各駅停車1》200頁。
7. ↑  音威子府村史 1976年12月發行 P498
8. ↑  書籍《鉄道廃線跡を歩くIV》（JTB出版，1997年12月發行）23-24頁。
9. ↑  書籍《新 鉄道廃線跡を歩く1 北海道・北東北編》（JTB出版，2010年4月發行）15頁。
10. 1 2  書籍《北海道の鉄道廃線跡》（著：本久公洋，北海道新聞社，2011年9月發行）242頁。
11. ↑  2015年7月28日（火） 18時47分 北海道の旧天北線上音威子府駅で駅名板の除幕式…8月4日　2015年7月28日（火） 18時47分 （页面存档备份，存于）（日語） - Response
12. ↑  2015.08.04 09:00　上音威子府駅　看板設置 （页面存档备份，存于）（日語） - nociw＊